# Słomiróg
Słomiróg – wieś w Polsce, położona w województwie małopolskim, w powiecie wielickim, w gminie Niepołomice.
| SIMC    | Nazwa  | Rodzaj    |
| ------- | ------ | --------- |
| 0328798 | Ogrody | część wsi |
| 0328806 | Ulica  | część wsi |
| 0328812 | Wygon  | część wsi |
| 0328829 | Zawsie | część wsi |

Wieś duchowna Złomiróg, własność Opactwa Benedyktynek w Staniątkach położona była w drugiej połowie XVI wieku w powiecie szczyrzyckim województwa krakowskiego. W latach 1975–1998 Słomiróg położony był w województwie krakowskim.

## Urodzeni w Słomirogu
- Michał Jachimczak – polski duchowny katolicki, Sługa Boży Kościoła katolickiego[7].